# 酒向大輔
酒向 大輔 (さこう だいすけ、1978年 - )は、日本のアニメーター、アニメ監督。東京都出身。

## 参加作品
- ヒロイック・エイジ (2007年、動画)
- ウエルベールの物語 〜Sisters of Wellber〜 (2007年、動画)
- スカイガールズ (2007年、第二原画)
- 神霊狩/GHOST HOUND (2007年、第二原画)
- 劇場版MAJOR メジャー 友情の一球 (2008年、原画)
- ワールド・デストラクション (2008年、原画)
- 図書館戦争 (2008年、第二原画)
- ef - a tale of melodies. (2008年、動画、第二原画)
- RD 潜脳調査室 (2008年、原画)
- 獣の奏者 エリン (2009年、原画)
- チョコレート・アンダーグラウンド (2009年、原画)
- 源氏物語千年紀 Genji (2009年、第二原画)
- ヒゲぴよ (2009年、原画)
- ミラクル☆トレイン〜大江戸線へようこそ〜 (2009年、原画)
- バトルスピリッツ 少年激覇ダン (2009年、原画)
- イナズマイレブン (2009年、原画、第二原画)
- チャレンジ6年生presentu6年バッチリスタートDVD 夢のチカラ キラキラマンガ家編 (2009年、現実世界パート 原画)
- ル=ガルー (2010年、原画)
- バトルスピリッツ ブレイヴ (2010年、原画)
- おおきく振りかぶって〜夏の大会編〜 (2010年、原画)
- ストライクウィッチーズ2 (2010年、原画)
- ケロロ軍曹乙 (2010年、原画)
- ポケットモンスター ダイヤモンド&パール (2011年、原画)
- プリティーリズム・オーロラドリーム (2011年、原画)
- イナズマイレブンGO (2011年、原画、第2原画、OP)
- BLOOD-C (2011年、原画)
- 機動戦士ガンダムAGE (2011年、原画)
- 侵略!?イカ娘 (2011年、原画)
- 劇場版イナズマイレブンGO 究極の絆 グリフォン (2011年、原画)
- イナズマイレブンGO クロノ・ストーン (2012年、作画監督、原画、プロップデザイン)
- あっちこっち (2012年、原画)
- ダンボール戦機W (2012年、原画、作画協力、OP)
- 宇宙兄弟 (2012年、原画)
- 映画かいけつゾロリ だ・だ・だ・だいぼうけん! (2012年、原画)
- 劇場版イナズマイレブンGO vs ダンボール戦機W (2012年、原画)
- ダンボール戦機WARS (2013年、原画、OP、ED)
- ムシブギョー (2013年、原画、OP)
- イナズマイレブンGO ギャラクシー (2013年、原画)
- 聖闘士星矢Ω (2013年、原画)
- ルパン三世VS名探偵コナン THE MOVIE (2013年、原画)
- 妖怪ウォッチ (2014年、設定協力、作画協力、作画監督、アクション作画監督、作画監督補佐、原画、OP)
- ガンダムビルドファイターズ (2014年、原画)
- とある飛行士への恋歌 (2014年、原画)
- ラブライブ! School idol project (2014年、原画)
- 妖怪ウォッチ2 元祖/本家 (2014年、アニメーションパート原画)
- マギ シンドバッドの冒険 (2014年、原画)
- ヒーローバンク (2014年、原画、OP)
- 映画 妖怪ウォッチ 誕生の秘密だニャン! (2014年、原画)
- ラブライブ!The School Idol Movie (2015年、原画)
- ルパン三世 (2015年TVシリーズ) (2015年、作画監督、作画監督補佐、原画、第二原画)
- ルパン三世 イタリアン・ゲーム (2016年、作画監督、原画、OP)
- PHANTASY STAR ONLINE2 THE ANIMATION (2016年、2Dアニメーション原画)
- マギ シンドバッドの冒険 (2016年、原画)
- orange (2016年、原画)
- チェインクロニクル 〜ヘクセイタスの閃〜 (2016年、作画監督、原画、OP)
- 映画 妖怪ウォッチ 空飛ぶクジラとダブル世界の大冒険だニャン! (2016年、原画)
- LUPIN THE IIIRD 血煙の石川五ェ門 (2017年、原画)
- アイカツスターズ! (2017年、原画)
- ルパン三世 PART5 (2018年、副監督、脚本、絵コンテ、総作画監督、作画監督、原画、アイキャッチアニメーション)
- SPY×FAMILY (2022年、原画)
- LUPIN ZERO (2022年、監督、絵コンテ、OP)
- 七つの大罪 黙示録の四騎士 (2023年、作画監督、原画、第二原画、OP)
- ソニック スーパースターズ (2023年、絵コンテ、原画、エピソードディレクション)
- 劇場版 SPY×FAMILY CODE: White (2023年、原画)
- アストロノオト (2024年、原画)
- 七つの大罪 黙示録の四騎士 (2024年、原画)